# Cousinia mindshelkensis
Cousinia mindshelkensis là một loài thực vật có hoa trong họ Cúc. Loài này được B.Fedtsch. mô tả khoa học đầu tiên năm 1911.